# Línea 233 (Santa Fe Provincia)

La línea 233 (línea 33/9) de permiso precario provincial de Santa Fe es una línea de transporte público de pasajeros interurbana con recorrido entre las ciudades de Rosario, Funes y Roldán, Argentina. El servicio está actualmente operado por el grupo empresario Rosario Bus desde marzo de 2017.

## Recorrido
Su recorrido ha sido extendido y comprimido sucesivas veces entre las localidades de Villa Gobernador Gálvez, Rosario, Funes y Roldán, bajo la administración de la empresa Villa Diego en los 80's, hasta reducirse sólo a Rosario, Funes y Roldán en los 90's, manteniendosé hasta la actualidad.

## Prestatarias
Anteriormente el servicio de la línea 233 era explotado por la empresa «Las Rosas» SRL en conjunto con Monticas SA (desde 2001 hasta 2017), luego de suceder a la empresa Villa Diego (1981 a 2001), que tomó el servicio de la Línea L de la empresa COTIL, que lo explotaba desde los 60's hasta fines de los 70's.

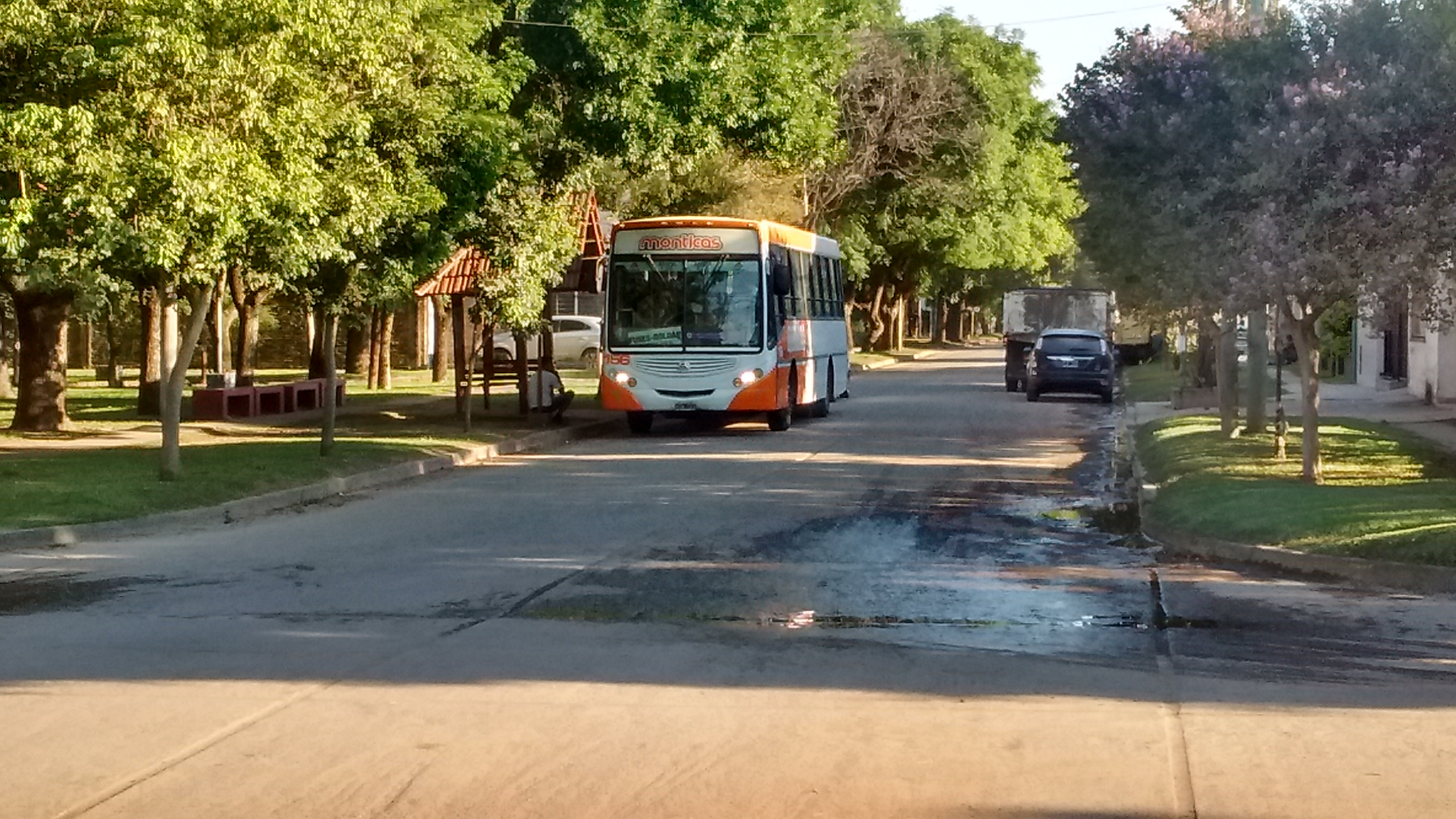
Un colectivo de la empresa Monticas, cuya permiso fue revocado en marzo de 2017.

## Recorridos
Servicio diurno y nocturno.
|  |  | KBHFa |

|  |  | BHF |

|  |  | BHF |

|  |  | BHF |

|  |  | KBHFe |